# 涂公遂
涂公遂（1905年—1991年8月15日），族名源道，学名士渊，圣名约瑟。江西省修水县义宁镇坪田村人，中华民国政治人物。

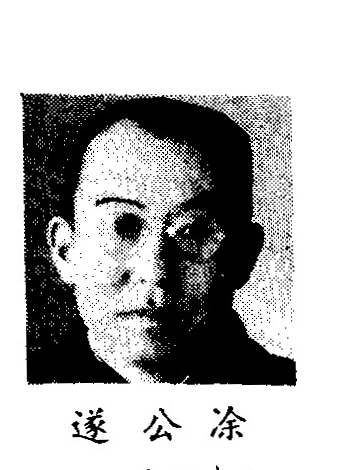

## 生平
家世居安乡。先后自小学、师范毕业。此后赴北京，初入民国大学，后转入北京大学（当时两校校长均为蔡元培），课余从事革命救国活动。1926年3月18日，北京各大学的师生游行，任总指挥，遭段祺瑞的中华民国临时政府武力镇压，酿成三一八惨案，死者五十多人，伤者很多，受刀伤，并遭到通辑，潜回江西。
当时，国民革命军北伐，占领赣西各县，直扑南昌，总司令部驻高安。应邀出任总政治部社会股股员，不久升任股长。1927年，国民革命军占领江西全省，继续北伐，随军经九江、安庆抵达上海。时值宁汉分裂，奉命赴武汉任职。其间，与万谷婴结婚。不久，总政治部解散，偕家眷返回江西，拜见岳家。1927年年终，在修水坪田奥原卢侍亲。1929年，丁忧。1930年服满，赴南京、上海，获聘为河南行政人员训练所教授，转任河南省立第一师范学校教员兼文科主任。1931年，任河南大学文史系教授。
1937年抗日战争爆发，任总政治部设计委员（部长陈诚），不久兼任第二厅主任秘书（厅长康泽）。1938年，改任三民主义青年团中央团部组织处主任秘书（书记长陈诚、处长康泽），不久升任社会处副处长（处长谷正纲），又升任视导室主任。1947年，三民主义青年团中央团部改组为青年部，任设计委员。不久，改任立法院第四届立法委员（院长孙科）及中国国民党中央执行委员，后又当选为江西的行宪后第一届立法院立法委员。
1949年，迁居台北。后应顾孟余邀请，赴香港筹办《大道》杂志，乃暂居九龙，其后获聘为珠海书院教授，一度还获聘为新加坡南洋大学教授兼中文系主任，又兼任文史研究所所长，其间，曾兼任新亚书院、德明书院、清华书院等书院教授。在香港任教期间，常返回台北出席立法院会议。1987年，辞去教职，迁居台北，专任立法委员。
1991年8月15日，病逝，享年87岁

## 家庭
- 父：同轨，字容九，清朝优贡，朝考分发广东知县，因辛亥革命发生而未赴任。中华民国成立后，历任《大江报》主笔，江西省立第四师范学校、江西省立第五师范学校教习，江西省立第十五中学校长等职务。享年六十岁。著有《孕云蛰诗集》。育有独子涂公遂，无其他子女。[2]
- 母：石新慧[2]
- 妻：万谷婴[2]
- 女：杜蝶，香港邵氏电影公司女演员[2]